# Anna Tyczyńska
Anna Tyczyńska (ur. 1964 r. w Warszawie) – polska artystka współczesna, artystka multimedialna, autorka obrazów, instalacji i cyklów fotografii; pedagog. Studiowała malarstwo w latach 1985-1990 w PWSSP (obecnie Uniwersytet Artystyczny) w Poznaniu. Pracuje na Uniwersytecie Artystycznym w Poznaniu, gdzie prowadzi interdyscyplinarną pracownię rysunku. W latach 2002–2007 współprowadziła Galerię ON w Poznaniu.

## Nagrody i wyróżnienia
- 1989, 1991, 1997, 2002 – Stypendium Ministra Kultury
- 1990 – Stypendium im. Marii Dokowicz; Poznań
- 1992 – Stypendium Miasta Poznania dla Młodych Twórców
- 1992 – Medal Młodej Sztuki, Głos Wielkopolski

## Wystawy indywidualne
- 1990 – Galerie Friedenau, Berlin
- 1990 – Rysunek, Galeria ON, Poznań
- 1992 – Miejsce 1, Galeria AT, Poznań
- 1992 – Obecność III, Galeria ON, Poznań
- 1993 – Miejsce 2, Galeria ZPAP Na Mazowieckiej, Warszawa
- 1993 – Galeria Polony, Poznań
- 1994 – Fractale - Galeria „Czasu Kultury”, Poznań
- 1995 – Przypływ, Galeria Wieża Ciśnień, Konin
- 1996 – Przypływy. Część trzecia, Galeria ON, Poznań
- 1997 – 12 księżyców, Galeria Miejska Arsenał, Poznań
- 1997 – Mare Serenitas, Galeria Labirynt 2, Lublin
- 1999 – Instalacja, Galeria Moje Archiwum, Koszalin
- 1999 – Galeria AT, Poznań
- 2000 – Zatrzymanie, Galeria Wschodnia, Łódź
- 2000 – Przemiany, Galeria Kont, Lublin
- 2001 – Insomnia, Galeria ON, Poznań
- 2001 – Bezsenność, Galeria Amfilada, Szczecin
- 2005 – Dolores, Galeria Działań, Warszawa
- 2009 – Melancholia, Galeria Wozownia, Toruń
- 2009 – Cienka błękitna linia, Bałtycka Galeria Sztuki Współczesnej, Słupsk
- 2012 – Martwym wzrokiem spoglądam w ciemność, Galeria Sztuki Najnowszej, Gorzów Wielkopolski
- 2013 – Zatrute lustro, MBWA, Leszno
- 2014 – Zatrute lustro, Galeria Wieża Ciśnień, Konin
- 2016 – Nie patrz prosto w słońce, Galeria Pałacu Wedlów MOK, Kalisz Pomorski

## Wystawy zbiorowe
- 1992 – Real Time Sory Telling, BWA, Sopot
- 1992 – 14 artystów z Polski, Museum Yad Labanim, Tel Awiw
- 1992 – W sennym ogrodzie, Galeria Działań, Warszawa
- 1992 – 5 x Posen, Kulturamt der Landeshaupstadt, Hanower
- 1993 – Galeria ZPAP Na Mazowieckiej, Warszawa
- 1993 – Obecność IV, Théâtre National De Bretagne, Rennes
- 1994 – Drobne narracje, Galeria Miejska Arsenał, Poznań
- 1998 – Mediacje, CSW Inner Spaces Multimedia, Poznań
- 1998 – Dotyk, Muzeum Narodowe, Poznań
- 1999 – 30x30, Galeria AT, Poznań
- 1999 – Mediacje, CSW Inner Spaces Multimedia, Poznań
- 2001 – Czarnobiałe, Galeria AT, Poznań
- 2001 – Nona, Galeria u Jezuitów, Poznań
- 2002 – Oglądając Europę, CSW Inner Spaces Multimedia, Poznań
- 2002 – Guardando l'Europa, Palazzo Calabriesi, Viterbo
- 2002 – Good Morning Tokyo, Sehion Suginami, Tokio
- 2003 – Lekkość rzeczy, CSW Zamek Ujazdowski, Warszawa
- 2003 – Poznań Art Now II, Galeria Bielska BWA, Bielsko-Biała
- 2003 – ONeONi, CSW Inner Spaces Multimedia, Poznań
- 2005 – Miłość i demokracja, Art Poznań 2005, Stary Browar, Poznań
- 2005 – Focus, Berliner Kunstsalon, Berlin
- 2005 – Modernizm w lustrze współczesności, Collegium Europaeum Gnesnense, Gniezno
- 2006 – Zamieszkanie / Vermiettung, Motorenhalle, Drezno
- 2006 – Inbeetwen, Woo-rim Gallery, Seul
- 2006 – Scharf! (Confessions), Muzeum Sztuki, Hamburg
- 2006 – Coma. Reprezentacja Galerii ON w Sektor I, Galeria Sektor I, Centrum Kultury Katowice, Katowice
- 2006 – Unfolding memoirs, New Gallery, Jerozolima
- 2007 – Samoidentyfikacja, Muzeum Sztuki Współczesnej, Szczecin
- 2007 – Zapomniane pokoje, Bałtycka Galeria Sztuki Współczesnej, Słupsk
- 2006 – MONA. Kolekcja, Asia-Europe Madiation, Poznań
- 2008 – Powstanie sztuki, Mazowiecki Festiwal Artystów, Radom
- 2009 – Erased Walls. Contemporary Art in Central and Eastern Europe, Freies Museum, Berlin
- 2009 – Zapomniane pokoje, Galeria u Jezuitów, Poznań
- 2009 – Wrocław – Poznań, MBWA, Leszno
- 2012 – Still ON. 35 lat Galerii ON, Nowa Synagoga, Poznań
- 2014 – Poles, The Empire Projects Gallery, Stambuł
- 2014 – Draw & Go, MONA, Poznań
- 2015 – Mikrokosmos, Galerie Im Atrium CCS, Suhl